# Miss Goiás 2017
Miss Goiás 2017 foi a 62ª edição do tradicional concurso de beleza feminina de Miss Goiás, válido para o certame nacional de Miss Brasil 2017, único caminho para o Miss Universo. O concurso contou com a participação de dezoito (18) candidatas em busca do título que pertencia à modelo anapolina Mônica França. O certame é comandado à treze anos pela empresária Fátima Abranches e se realizou no dia 18 de Abril no Oliveira's Place sob a apresentação da Miss Goiás 2013 Sileimã Pinheiro. Na ocasião, sagrou-se campeã a representante de Pirenópolis, Jeovanca Nascimento.

## Resultados

### Colocações
| Posição    | Município e Candidata                                     |
| Vencedora  | - Pirenópolis - Jeovanca Nascimento                       |
| 2º. Lugar  | - Goiânia - Natália Figueira                              |
| 3º. Lugar  | - Piracanjuba - Rayanne Coutinho                          |
| Finalistas | - Goianésia - Laiane Lorena - Trindade - Andressa Ketllyn |

### Ordem dos Anúncios
| 1. Goianésia 2. Piracanjuba 3. Goiânia 4. Pirenópolis 5. Trindade | 1. Goiânia 2. Piracanjuba 3. Pirenópolis |  |  |

## Candidatas
As candidatas deste ano: 
| - Abadiânia - Alice Ramos - Alexânia - Laura Del Río - Anápolis - Natália Chaveiro - Anicuns - Kássia Mota - Cachoeira Alta - Sthéfane Lemes - Caçu - Izabella Lemes - Caldas Novas - Mariene Prado - Ceres - Júlia Minozzo - Goianápolis - Nattállya Freitas | - Goianésia - Laiane Lorena - Goiânia - Natália Figueira - Goianira - Karimmy Rodrigues - Hidrolina - Michelly Nascimento - Piracanjuba - Rayanne Coutinho - Pirenópolis - Jeovanca Nascimento - Porangatu - Thatianne Batista - Trindade - Andressa Ketllyn - Uruaçu - Tiessa Caroline |

## Crossovers
Candidatas em outros concursos:
| Miss Goiás - 2014: Pirenópolis - Jeovanca Nascimento (Top 10) - (Representando o município de Anápolis) | Elite Model Look Brasil - 2004: Pirenópolis - Jeovanca Nascimento (Top 06) - (Representando o Estado de Goiás) |